# Fiat 521
Fiat 521 – samochód osobowy produkowany przez włoski koncern motoryzacyjny Fiat w latach 1928–1931. Model 521 był pod względem technicznym rozwinięciem starszego modelu Fiat 520, posiada większy silnik oraz ulepszone zawieszenie. Dostępna była także skrócona wersja, 521C. Powstało ponad 33 000 egzemplarzy pojazdu.

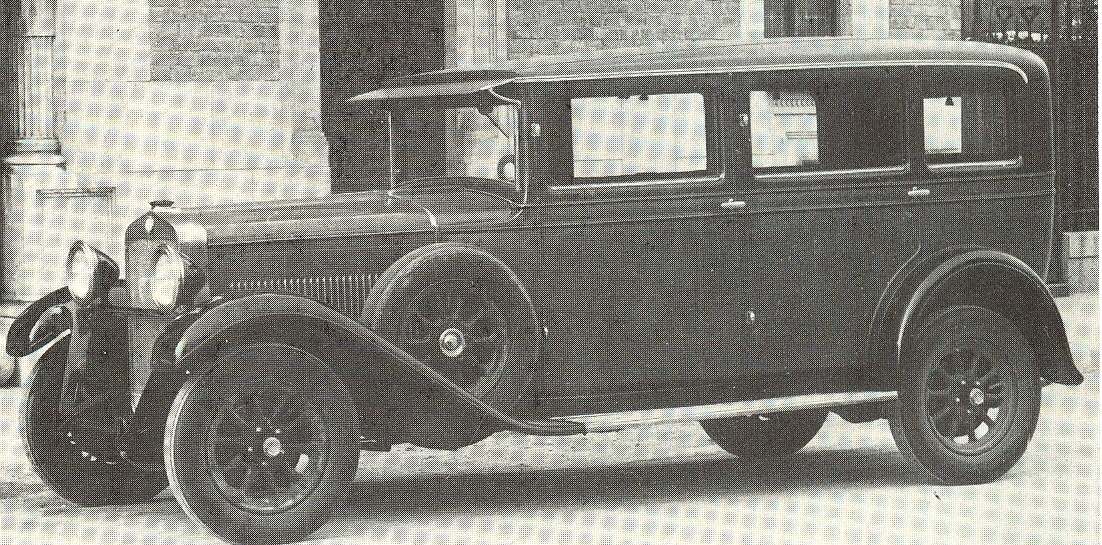
Fiat 521 Weymann-Sedan 1928